# Wojciech Korzeniewski

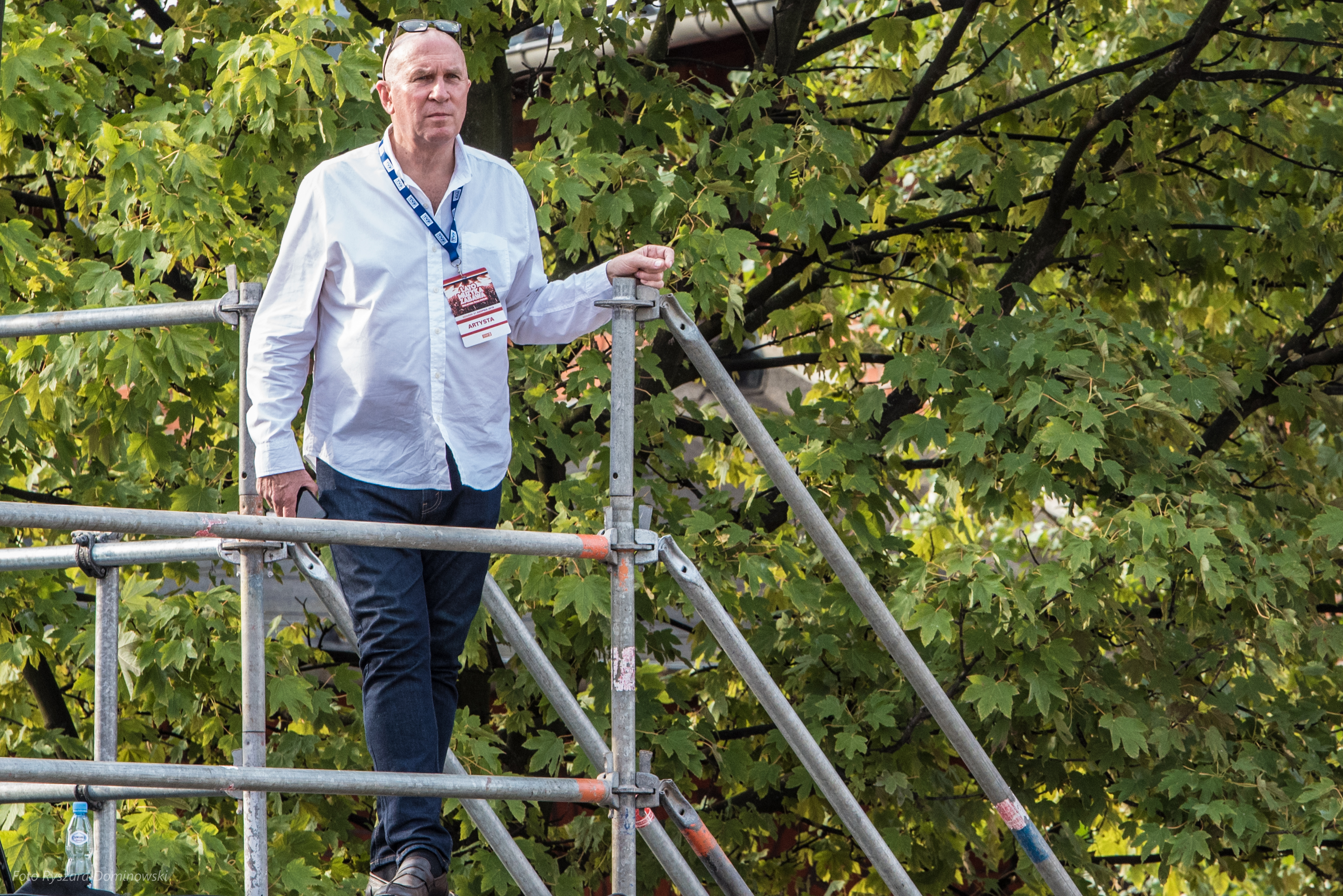
Wojciech Korzeniewski, 2018 rok

Wojciech Korzeniewski (ur. 14 kwietnia 1950 w Sopocie) – animator kultury, impresario, wydawca, producent telewizyjny, prezes fundacji Sopockie Korzenie, były wiceprezes Baltic Media Group (Pomorska TV), manager zespołu Kombi.

## Dzieciństwo i wczesna młodość
Uczęszczał do II Liceum Ogólnokształcącego im. Bolesława Chrobrego w Sopocie. W 1975 ukończył Państwową Szkołę Ekonomiczną w Gdyni. W latach 1972–1974 pełnił rolę wiceprezesa AZS Gdańsk.

## Działalność w czasach PRL
W 1974 był współtwórcą Towarzystwa Przyjaciół Sopotu. W latach 1974–1976 zaangażowany był we współorganizowanie masowej imprezy cyklicznej „Świat Dziecka”. Następnie, w 1975, trafił do Bałtyckiej Agencji Artystycznej (BART) i do 1979 pracował tam jako szef marketingu i promocji. Osobiście lub pod szyldem BART pełnił funkcję promotora i opiekuna gwiazd, takich jak m.in.: Marek Grechuta, Maryla Rodowicz, Ewa Demarczyk czy Irena Jarocka.
W 1976 Korzeniewski – razem z Jackiem Sylwinem – został impresario zespołu Kombi, które zyskało popularność podczas Międzynarodowych Konfrontacji Muzycznych „Pop Session” zorganizowanych w 1976 przez BART i Polską Agencję Artystyczną PAGART.
By uniezależnić się od BART, Korzeniewski w 1979 nawiązał współpracę z Wydawnictwem ZSL, zakładając Biuro Reklam i Ogłoszeń w Sopocie, promując festiwale i trasy koncertowe w Polsce i za granicą. W tym samym roku został pomysłodawcą i współorganizatorem Międzynarodowych Targów Muzycznych „Intermusica”, które odbyły się w Sopocie, podczas Festiwalu Interwizji. W 1982 Korzeniewski, wraz ze swoim bratem bliźniakiem Grzegorzem i Wiesławem Śliwińskim założył Biuro Usług Promocyjnych – pierwszą prywatną spółkę w Polsce, która zajęła się profesjonalną działalnością marketingową dla potrzeb krajowego przemysłu rozrywkowego. Był dyrektorem firmy do 1994.
W 1988 Wojciech Korzeniewski został członkiem Międzynarodowej Federacji Organizatorów Festiwali (FIDOF) w Los Angeles, po dwóch latach stając się członkiem zarządu organizacji.

### Festiwal w Jarocinie
Razem m.in. z Jackiem Sylwinem, Walterem Chełstowskim, Marcinem Jacobsonem, Wiesławem Śliwińskim, Jerzym Wertenstein-Żuławskim, Filipem Holszańskim pracował nad koncepcją stworzenia ruchu muzycznego pod nazwą MMG – Muzyka Młodej Generacji. W 1978 ruch zainicjował działalność w Sopocie, a po dwóch latach przeniósł się do Jarocina. Tam przekształcił Wielkopolskie Rytmy Młodych, a wydarzenie stało się później jednym z najważniejszych festiwali muzycznych w Polsce.

### Festiwal w Sopocie
Wojciech Korzeniewski w 1988 zaczął współorganizować Sopocki Festiwal Piosenki. W latach 1989–1994 pełnił funkcję jego prezydenta.

## Działalność po 1989 roku
Do 1994 Korzeniewski wraz z Jackiem Sylwinem, sprawował opiekę nad zespołem Kombi oraz zajmował się organizacją tras koncertowych w Polsce i za granicą. Do dziś działa wraz z zespołem – już samodzielnie. Historię tej współpracy opisuje wywiad-rzeka w wydanej przez Korzeniewskiego i Sławomira Łosowskiego książce wydawnictwa IN ROCK pt. „Kombi. Słodkiego miłego życia. Prawdziwa historia”.
W latach 2002–2004 Korzeniewski był współautorem i promotorem koncepcji Centrum Edukacji i Promocji Regionu na Kaszubach, które stało się atrakcją turystyczną. Współtworzył także Stowarzyszenie Lokalna Organizacja Turystyczna „Szczyt Wieżyca”.
W 2008, z okazji 50. rocznicy pierwszego koncertu rockowego w Polsce, razem z Marcinem Jacobsonem i Wiesławem Śliwińskim założył Fundację Sopockie Korzenie. Celem organizacji jest uchronienie przed zapomnieniem postaci i pamiątek związanych z muzyką rockową w Polsce. Fundacja wydaje książki, organizuje koncerty i spotkania, prowadzi konkursy dla miłośników rocka. Korzeniewski stara się także o uhonorowanie osób zasłużonych dla polskiego rock’n’rolla w formie odznaczeń państwowych, nagród, nazwy ulic czy murali. Od kilkunastu lat Korzeniewski uzupełnia też archiwa dotyczące historii sopockich festiwali, polskiego rocka, sopockiego Non Stopu. Z jego zasobów korzystają m.in. media, muzea, domy kultury, biblioteki. W latach 2015–2020 przekazał część zbiorów Muzeum Polskiej Piosenki w Opolu i muzeum „Spichlerz Rocka” w Jarocinie. W tej dziedzinie współpracuje też z Archiwum Rocka Daniela Wolaka.
Od 2012 był wiceprezesem Baltic Media Group – z jego inicjatywy powstały m.in. biura i studia BMG. W Pomorskiej TV prowadził autorski program „Korzenie Rocka”.
Od 2015 wraz z wójtem Markiem Zimakowskim i Gminnym Ośrodkiem Kultury organizuje w Przywidzu coroczny festiwal „Rockblu Przywidz Festiwal”. Z tej okazji w miejscowości otworzono bulwar „Czerwonych gitar” oraz zbudowano rzeźbę „Korzenie rocka”, na której gwiazdy polskiego rocka uczestniczące w festiwalu, zostawiają na pamiątkę stalowe płyty ze swoim logo.

## Wybrane książki
- „Kombi. Słodkiego miłego życia. Prawdziwa historia”[17] – współautor ze Sławomirem Łosowskim
- „Wspomnienia Miłośników Rock&rolla”[18] – współautor z Marcinem Jacobsonem
- „Wspomnienia Rówieśników Rock&rolla”[19] – współautor z Marcinem Jacobsonem
- „Spowiedź Twardziela. Lech Mors Bednarek”[20] – autor

## Nagrody i odznaczenia
- 1991 – „Menadżer Roku” tygodnika „Panorama”[2]
- 1993 – „Bursztynowy Słowik”[2]
- 2021 – Brązowy Medal „Zasłużony Kulturze Gloria Artis”[21]